# クラリーチェ・ディ・ランツァ
クラリーチェ・ディ・ランツァ (Clarice Di Lanza) は、悠紀エンタープライズ開発の2D対戦型格闘ゲーム『アルカナハート』シリーズに登場する架空のキャラクター。
担当声優は大原さやか。

## キャラクター設定

### 『2』『すっごい!』
バチカンの城壁の内側に封じられている西欧聖霊庁の双璧とされる修道女の片割れ。かつては高位の魔族だったが、『その身に負いし罪が浄化されるまで永らえる宿命』を受けて物質体に縛られ、不老となった。日本の関東一円に発生した次元の歪みに対し、西欧聖霊庁からの災害派遣として、上司のペトラと相方のエルザと共に来日する。

### 『3』
ペトラが神奈川に設立した西欧聖霊庁ローゼンベルク支部の任務に従事するために、日本に引っ越した。日本各地で暗躍するドレクスラー機関の壊滅に従事している。

## 人物
常に笑顔を浮かべており、背中についた悪魔の羽が特徴。普段は目を閉じており、ここぞと言う時に目を開くが、その時は真剣な顔か嫌な笑みを浮かべた顔になる。性格はおおらかで些細なこだわりが少なく、基本的に人生を楽しんでいる。
もともとは魔界の上流階級の出身だが、リリカの父親であるライゼルの影響で物質界に興味を持ち始め、自ら物質界に行くようにもなる。そのために西欧聖霊庁に命を狙われるようになり、送り込まれたエルザとの不本意ながらの死闘の果てに相討ちし、エルザに深手を負わせ、自身も死を待つばかりの身となってしまうが、双方が生き長らえるためにサルヴァーチと契約し仮の命を与えられる代わりに、人の姿となって物質体に縛り付けられてしまう。現在はエルザと共にバチカンの教会で奉仕活動をしつつ、有事の際は戦闘要員として呼び出される。物質界のことに関しては疎いところがあるため、物質界のことを少しでも勉強しようとたくさんの本を読んでいるが、部屋中を本で散らかしてエルザに怒られてしまうこともある。ペトラとエルザとは親友で特にエルザと仲が良いが、エルザに対しては親友以上に百合の一面を見せ、好意を抱いているが、エルザはその事に気付いていない。その為にエルザが別の女性と仲良くしていると嫉妬する事がある。
修道女の服装をしているが、頭巾の下は長髪。耳は尖っており、一部の必殺技や特殊ダウンで耳が露わになる。悪魔の羽は普段は隠しているが、戦闘時には大きく広げられる（ローブから悪魔の翼をのぞかせている）。

### クロマシアス
30の軍団を指揮する魔界の大公爵で、2本の鋭いツノと黒い翼を持つ。嘘や曲がったことを嫌う実直な性格で、昔クラリーチェに助けられたことに恩義を感じており、必要とあればクラリーチェに力を貸すこともある。召喚によって現われ、身長や体重などは自由に変えることが出来るため、物質界での活動も可能。特定の技を使用すると現われる他、クラリーチェの勝利シーンでも現われることがある。同じ魔族のミケやライゼルとの関係は今のところ不明。
担当声優は、宮本克哉。

## キャラクターの特徴
必殺技はどれもリーチが長く、素早い動きと突進からの奇襲を得意とする。接近戦でも発生の早い「左+C」をはじめとして非常に強力で、扱いやすい部類に入るキャラクター。ただし、体力は他のキャラクターに比べて少々低めなので、なるべく攻撃を受けないような立ち回りが重要となる。

## 技の解説

### 必殺技
ラ・グランフィア
画面幅の3/4ほどを瞬時に爪で切り裂く。
ラ・ファーラ
『3』で追加された技。画面上方向を大きく爪で切り裂く。
タルダ
「ラ・グランフィア」および「ラ・ファーラ」時にボタンを押しっぱなしにすることで変化。腕を振った瞬間から若干遅れて攻撃判定が出て隙が少なくなる。
ドゥーエ
始めに出した「ラ・グランフィア」および「ラ・ファーラ」とは別の攻撃ボタンを入力すると出せる追加攻撃。
ラ・バレストラ
真空刃の塊を特定位置に発生させる。Cボタンだと相手の背後にワープした後、遅れて攻撃判定が出現する。
ラ・ブレッザ
空中から高速で急降下する。空中の相手にヒットするときりもみ吹っ飛びするので、追撃を狙える。
ラ・カテーナ
相手を掴んで背後に回り、吹っ飛ばす投げ技。

### 超必殺技
イル・フラコ
出した位置からステージの端までを、放った真空刃が連続で斬り続ける。
イル・クローマ
クロマシアスを召喚する。発動すると斜め上に向かってクロマシアスが飛び去り、火の玉を降らせる。隙が大きいので、相手を拘束した後の起き攻めなどで使うと良い。なお、クロマシアスの突進攻撃はガード不能。
イル・ラピメント
自身の回りに魔法陣を展開する技。相手がこの中へ入るとごく僅かずつだが体力を吸収する。

### クリティカルハート
イル・リズヴェッリオ
「イル・ラピメント」展開中に使用可能。2ゲージを消費。魔法陣に相手を縛りつけて拘束し、魔法陣を破るようにして突進する。相手が魔法陣の端のほうにいると失敗し、ダメージが激減する。

## 契約アルカナ
"上肢を封じた蛇女" 罪のアルカナ サルヴァーチ (Sorwat')
上半身をリボンのようなもので縛り、鋭い尻尾をもった蛇のような姿をしている。不老不死の果実を食べ、「この世の咎を浄化する」呪いを受けた女性が高次の存在となった。楔のような尻尾は対峙した者の罪の重さによって鋭さを変える。カシマールとは対になる存在で、物質界で活動するための憑体を探していた時に、傷ついたエルザとクラリーチェと出会いクラリーチェと契約。クラリーチェが「この世の咎を浄化する」ために活動する限り、かりそめの命と力を与える。

### 属性効果
クラースヌイ
溜め成立攻撃を使用すると、リーチの長い衝撃波が出現して攻撃する。
チルピエーニイ
溜め成立攻撃やアルカナ技を使用すると、自身の体力を少し削ってしまう。

### アルカナ必殺技
ボーリ
軌道がランダムで変化し、ゆらゆらと漂う飛び道具を放つ。
アサーダ
サルヴァーチが尾を突き刺して攻撃する。空中ガードができない。
ザサーダ
相手の攻撃に反応して攻撃するトラップを設置する。最大3個まで設置可能。

### アルカナ超必殺技
スリオーズイ
クローフィ
いずれも「ボーリ」の強化版で、自分の周囲に4本のサルヴァーチの尾を放つ。地上版が「スリオーズイ」で、空中版が「クローフィ」。

### アルカナブラスト
ジェールトヴァ
自分の残り体力が少ないほど攻撃力が増大する。最大で50%の増加となり、技によっては一撃で体力を全て奪う事も可能となる。

### アルカナフォース
スヴィチーリシシイ
全ての攻撃に削りダメージ効果を付与する。ただし、相手を「削り殺し」することはできない上、相手が同時にニプトラの「プグナクルム」の効果を得ている場合は無効化されてしまう。

### アルカナブレイズ
プリガヴォール
相手の足元からサルヴァーチが尾を突き上げて拘束し、四方八方から尾を突き刺して攻撃する。空中ガードは不可能で、発動が早くコンボに組み込みやすいのが利点。

## その他
- 初登場は『2』稼動以前に発売されたドラマCDの『えぴそーど2』で、ペトラやエルザと共にミルドレッドとフィオナの会話中に名前だけ登場している。
- クラリーチェの年齢は正確には不明であるが、作中の会話では「50年もの間ライゼルと会っていない」と発言しており、年齢は少なくとも50歳以上であると推測される。
- 常に笑顔を浮かべるクラリーチェだが、特定の技を使用したり、展開によっては目を見開くこともある。瞳の色は赤紫色。
- ペトラとエルザからは「クラリス」と言う愛称で呼ばれている。因みに、ペトラに会う前は半ばエルザとともに軟禁状態にあり、周囲から化けもの扱いされていた。